# كارين فالنتاين
كارين فالنتاين (بالإنجليزية: Karen Valentine)‏ هي ممثلة أمريكية، ولدت في 25 مايو 1947 بسيباستوبول في الولايات المتحدة.

## وصلات خارجية
- كارين فالنتاين على موقع IMDb (الإنجليزية)
- كارين فالنتاين على موقع أول موفي (الإنجليزية)
- كارين فالنتاين على موقع قاعدة بيانات برودواي على الإنترنت (الإنجليزية)
- كارين فالنتاين على موقع إن إن دي بي (الإنجليزية)
- كارين فالنتاين على موقع ديسكوغز (الإنجليزية)
- كارين فالنتاين على موقع قاعدة بيانات الفيلم (الإنجليزية)